# 圣巴托洛梅奥-因加尔多
圣巴托洛梅奥-因加尔多（義大利語：San Bartolomeo in Galdo），是意大利贝内文托省的一个市镇。总面积82平方公里，人口5236人，人口密度63.9人/平方公里（2009年）。ISTAT代码为062057。